# Jules Rühl

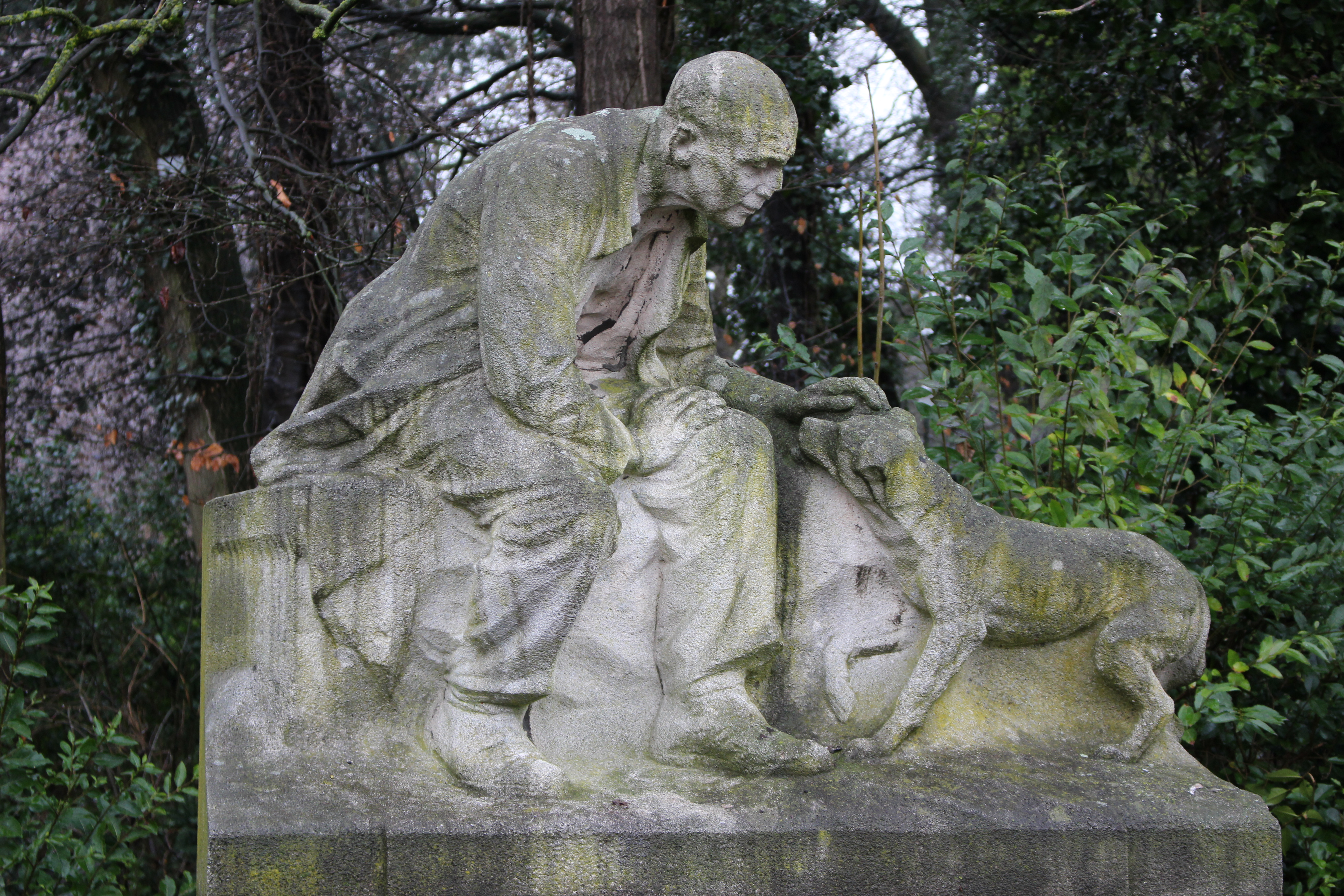
Standbeeld van Jules Rühl

Jules Rühl (1864–1936) was een Belgische dierenrechtenactivist. Hij wordt algemeen aanzien als de stichter van de Belgische dierenbeschermingsbeweging. In 1897 stichtte hij "De Maatschappij tegen de Wreedheid jegens de Dieren". 
Rühl zette zich in voor een betere behandeling van dieren in het algemeen. Bijzonder is dat Jules Rühl zich inzette voor de rechten van de arbeiders in slachthuizen.
Rühl kreeg een standbeeld, dat staat op het Astridplein in Anderlecht.. In Anderlecht en Mont-sur-Marchienne zijn er tevens straten naar hem genoemd.